# Vittnesmål – Sjostakovitjs memoarer
Vittnesmål — Sjostakovitjs memoarer (Свидетельство) är en bok av Solomon Volkov från 1979 som påstås vara nedtecknad under långa samtal med Dmitrij Sjostakovitj i 1970–1974 i Moskva. Enligt Volkov har Sjostakovitj läst och godkänt alla avsnitt innan de smugglades ut ur Sovjetunionen. Sjostakovitjs krav var att boken inte skulle publicerats under hans liv, då detta skulle medföra att han straffades av den repressiva sovjetiska rättvisan.
Boken ger en trovärdig bild av tonsättaren, men dess autenticitet har varit omtvistad. Till exempel Laurel E. Fay har framfört att manuskriptsidor som Volkov visat upp med Sjostakovitjs signatur var alla återgivande texter som var publicerade i sovjetiska media — detta gäller dock inte det första kapitlet, vilket också hade signatur på första sidan enlight Henry Orlov. Fay granskade inte det ursprungliga manuskriptet utan troligen en redigerad och modifierad förlagskopia som distribuerades av den finska översättaren Seppo Heikinheimo.
Dåvarande sovjetiska musikologer avvisade boken, likaså Sjostakovitjs vänner, studenter och nära medarbetare som levde i Sovjetunionen. Emigranter och några andra vänner, som till exempel Mstislav Rostropovitj, Rudolf Barsjaj, Kirill Kondrasjin, Jurij Ljubimov, Gidon Kremer, Emil Gilels och Svjatoslav Richter, tyckte att boken är autentisk. Detta anser också Sjostakovitjs barn Maksim och Galina, som levde med tonsättaren längre än hans tredje hustru Irina.
Enligt Sjostakovitjs änka Irina var Volkov ingen vän till familjen, och besökte tonsättarten kort vid tre-fyra tillfällen, för kort tid att samla material till en så tjock bok. Volkov hade dock en 15-årig musikologisk relation till Sjostakovitj, vilken började i 1960 när Volkov skrev en recension över Sjostakovitjs 8:e stråkkvartet, och Sjostakovitj skrev förordet till Volkovs bok Molodyje kompozitory Leningrada i 1971.
En av anledningarna till att Volkovs bok fick ett oreserverat mottagande i USA och västvärlden kan vara det kalla kriget.
Modern forskning visar dock att Sjostakovitj hade vissa dissidentåsikter men skyltade inte med dem (så kallad garderobdissident). Artikeln Dmitrij Sjostakovitj tar upp dissidentfrågan.
Tony Palmer har 1988 producerat en mycket fri filmatisering av boken Testimony med bred översikt av Sjostakovitj musik och suggestiv återgivning av kulturklimatet i Sovjet, från tiden strax efter oktoberrevolutionen 1917 till Sjostakovitj död 1975. I filmen spelar Ben Kingsley Sjostakovitjs roll.